# 138979 Černice
(138979) Černice, denumire internațională (138979) Cernice, este un asteroid din centura principală de asteroizi.

## Descriere
138979 Černice este un asteroid din centura principală de asteroizi. A fost descoperit pe 14 februarie 2001 la Observatorul Kleť de Miloš Tichý. Asteroidul prezintă o orbită caracterizată de o semiaxă mare de 2,18 ua, o excentricitate de 0,08 și o înclinație de 6,5° în raport cu ecliptica.